# 樟南第二高等学校
樟南第二高等学校（しょうなんだいにこうとうがっこう）は、鹿児島県大島郡天城町大字天城にある高等学校。全日制私立高等学校としては唯一、離島にある学校である。鹿児島市に所在する樟南高等学校の兄弟校である。

## 概要
大島地区で唯一の私立高校。全国でも珍しいと思われる「体験ダイビング」の体育授業がある。2021年度から硬式野球部監督に兄弟校樟南高校OBの我那覇悟志(二年の日大三戦で本塁打。三年で主将。)が就任し、野球部再生に力を注いでいる。

## 沿革
- 1966年（昭和41年） - 第二鹿児島商工高等学校として開校（商業科設置）。
- 1967年（昭和42年） - 自動車科設置。
- 1972年（昭和47年） - 機械科設置。
- 1975年（昭和50年） - 体育館完成。
- 1979年（昭和54年） - 徳之島商工高等学校と校名変更。
- 1981年（昭和56年） - 学校食堂、売店落成。
- 1984年（昭和59年） - 武道場落成。
- 1995年（平成07年） - 礼法室完成。
- 1997年（平成09年） - 兼久教室(商業科特進)開校。
- 1998年（平成10年） - 商業科特進、本校内へ移転。トレーニングルーム完成。
- 2000年（平成12年） - 普通科設置。エンジン実習室完成。
- 2002年（平成14年） - 樟南第二高等学校と校名変更。自動車科と機械科を統合し工業科と変更。男子寮落成。
- 2004年（平成16年） - 男子寮を女子寮に変更。瀬滝男子寮整備完了。
- 2007年（平成19年） - 武道館完成。
- 2010年（平成22年） - 平土野男子寮整備完了。
- 2014年（平成26年） - 校舎、解体工事に着手。2015年4月までの新校舎完成に向けて工事。
- 2015年（平成27年） - 新校舎完成。

## 建学の精神
- 博文約礼

## 設置学科
- 普通科
- 商業科
- 工業科

## 関連事項
- 鹿児島県の高等学校設立年表
- 鹿児島県高等学校一覧
- 日本の商業高等学校一覧
- 日本の工業高等学校一覧
- 樟南高等学校